# Łydynia
A Łydynia folyó Lengyelország északkeleti részén található. A Wkra folyó egyik  bal oldali mellékfolyója. A folyó hossza 72 kilométer, mely 698 négyzetkilométernyi terület felszíni vizeit gyűjti össze. Mellékfolyója a Giedniówka, a Dunajczyk, a Stawnica és a Pławnica. 

## Fordítás
Ez a szócikk részben vagy egészben  a(z)   Łydynia című lengyel Wikipédia-szócikk ezen változatának fordításán alapul.  Az eredeti cikk szerkesztőit annak laptörténete sorolja fel. Ez a jelzés csupán a megfogalmazás eredetét és a szerzői jogokat jelzi, nem szolgál a cikkben szereplő információk forrásmegjelöléseként.